# Новосёлово (Киржачский район)
Новосёлово — деревня в Киржачском районе Владимирской области России, входит в состав Кипревского сельского поселения.

## География
Деревня расположена над поймой реки Шередарь. Через Новосёлово проходит автомобильная дорога Киржач—Покров.

## История
В XIX — начале XX века деревня входила в состав Овчининской волости Покровского уезда и относилась к Андреевскому приходу.

Обелиск на месте гибели Гагарина и Серёгина. 2016 год

Дореволюционные владельцы деревни Новосёлово:
По разделу 3 января 1677 года деревня стала принадлежать П. П. Савёлову.
По разделу 1688 года деревня отошла детям П. П. Савёлова в общее пользование — Авдею Павловичу Савёлову, Герасиму Павловичу Савёлову и Гавриле Павловичу Савёлову. В 1696 году получили каждый свою долю. В 1708 году Авдей Павлович и Гаврила Павлович продали деревню И. А. Мусину-Пушкину. Вдова Герасима Павловича — Екатерина — получила указанную 1/7 часть.
22 августа 1772 года согласно планам генерального межевания деревня Новосёлово и Кошелево принадлежали Василию Григорьевичу Шкурину.
По данным 7-й ревизии, ревизских сказок за март 1816 года, владелица Варвара Сергеевна Васильева (урожд. княжна Урусова) Новосёлово и близлежащих деревень д. Барсково, д. Кошелево, д. Заболотье, д. Витчи, д. Литча.
Согласно 8-й ревизии, ревизских сказок за 3 апреля 1834 год, деревней Новосёлово владела княгиня Долгорукова Екатерина Алексеевна (урожд. Васильева), её муж Долгоруков Сергей Николаевич.
В 1860 году Надежда Сергеевна Пашкова (Долгорукова), дочь Долгорукова Сергея Николаевича, стала владелицей деревни Новосёлово, д. Барсково, д. Кошелево, д. Заболотье.
Всего число душ крепостного пола 941 чел. крестьян и 3 чел. дворовых, число дворов 231.
В 1968 году вблизи Новосёлово во время тренировочного полёта на самолёте МиГ-15УТИ разбились первый космонавт Юрий Гагарин и лётчик-испытатель Владимир Серёгин.

## Население
По данным на 1857 год: в деревне 89 дворов, жителей мужского пола 385, женского 488.
| 1859 | 1897 | 1905 | 1926 | 2002 | 2010 | 2021 |
| ---- | ---- | ---- | ---- | ---- | ---- | ---- |
| 853  | ↘621 | ↗819 | ↘807 | ↘611 | ↗643 | ↘557 |

## Инфраструктура
В деревне находятся средняя школа и начальная школа-детский сад.

## Достопримечательности
- Храм Андрея Первозванного[15] (1825) на Андреевском погосте (в 2,5 км на юго-запад)
- Мемориал на месте гибели Юрия Гагарина и Владимира Серёгина (в 2,5 км на юго-запад)
- Памятник погибшим в Великую Отечественную войну.